# Nikolas Nartey
Nikolas Terkelsen Nartey (ur. 22 lutego 2000 w Kopenhadze) – duński piłkarz ghańskiego pochodzenia występujący na pozycji pomocnika w niemieckim klubie VfB Stuttgart oraz w reprezentacji Danii do lat 21. Wychowanek FC København, w trakcie swojej kariery grał także w takich zespołach, jak 1. FC Köln, Hansa Rostock oraz SV Sandhausen.